# Rodrigo Hilbert
Rodrigo Hilbert Alberton (Orleans, 22 de abril de 1980) es un actor, presentador y ex modelo brasileño.

## Carrera
Rodrigo comenzó a trabajar como modelo en 1996, a los dieciséis años. En 2002 debutó como actor en la telenovela Deseos de mujer. Desde el año 2012 presenta el programa de culinaria "Tempero de Familia, en el canal GNT, en el que presenta recetas caseras y, especialmente, tradicionales de familias brasileñas.

## Filmografía

### Televisión
| Año           | Título               | Personaje                  | Notas                                        |
| ------------- | -------------------- | -------------------------- | -------------------------------------------- |
| 2002          | Deseos de mujer      | Pablo Jardim               |                                              |
| 2002          | A Grande Família     | Tablista                   | Episodio: "O Chamado da Natureza"            |
| 2003          | Sob Nova Direção     | Nuno                       | Episodio: "O Pinto e o Pingüim"              |
| 2004          | Senhora do Destino   | Ruddy                      | Episodio: "29 de junio de 2004"              |
| 2004          | Da Cor do Pecado     | Roberval                   | Episodios: "5–17 de julio de 2004"           |
| 2005          | América              | Murilo Gouveia (Murilinho) |                                              |
| 2006          | Pé na Jaca           | Flávio Barra (Barrão)      |                                              |
| 2007          | Dança dos Famosos    | Participante               | Temporada 4                                  |
| 2007          | Dos caras            | Ronildo do Anjos           |                                              |
| 2008          | Três Irmãs           | Gregório de Matos (Greg)   |                                              |
| 2009          | Vivir la vida        | Felipe Fagundes Muniz      |                                              |
| 2011          | Morde & Assopra      | Fernando Guedes            |                                              |
| 2011          | Fina Estampa         | Alexandre Lopes (Alex)     |                                              |
| 2012–presente | Tempero de Família   | Presentador                |                                              |
| 2013          | Louco por Elas       | Júlio Cezar                | Episodio: "Léo se Sente Rejeitado Pelo Time" |
| 2017          | Tá no Ar: a TV na TV | Él mismo                   | Episodio: "21 de marzo de 2017"              |

### Cine
| Año  | Título                                   | Personaje |
| ---- | ---------------------------------------- | --------- |
| 2004 | Irmãos de Fé                             | Tito      |
| 2008 | O Guerreiro Didi e a Ninja Lili          | Lucas     |
| 2009 | Flordelis - Basta uma Palavra para Mudar | Israel    |